# ستيفن ك. بوندي
ستيفن كريج بوندي (مواليد 20 أكتوبر 1962) دبلوماسي أمريكي يشغل منصب سفير الولايات المتحدة لدى مملكة البحرين.

## التعليم
نشأ بوندي في ليفينغستون بولاية نيو جيرسي وتخرج عام 1980 من مدرسة ليفينغستون الثانوية. حصل على شهادتي البكالوريوس في العلوم السياسية (1984) والماجستير في الاقتصاد (1986) من جامعة ديلاوير.

## المسيرة المهنية
بوندي عضو مهني في السلك الدبلوماسي الأعلى في فئة وزير-مستشار. انضم بوندي إلى وزارة الخارجية الأمريكية في عام 1986 وشغل وظيفة محلل أعمال / اقتصادي / تسويق / مبيعات حتى عام 1991 عندما تمت ترقيته إلى وظيفة ضابط خدمة خارجية حيث قضى الفترة من 1991 إلى 2007 أي 16 عام في التنقل بين تركيا (1992 - 1994) والأردن (1994 - 1996) البحرين (1996 - 2000) ومصر (2000 - 2004) وواشنطن العاصمة. في عام 2007 عاد إلى بلاده لشغل منصب مدير تمويل الإرهاب وسياسة العقوبات الاقتصادية لمدة 22 شهر. في مايو 2009 تم تعيينه ممثل السفير في قوة خلية الاشتباك الاستراتيجي القوات الأمريكية-العراق لمدة 14 شهر. في يوليو 2010 تم تعيينه مدير شؤون منطقة شبه الجزيرة العربية واستمر حتى أغسطس 2013. في سبتمبر 2013 تم تعيينه دبلوماسي مقيم لمدة 3 أشهر. في أكتوبر 2013 تم تعيينه مستشار السياسة الخارجية لقائد قيادة العمليات الخاصة المشتركة واستمر حتى يوليو 2016 عندما تم تعيينه مساعد رئيس البعثة في كابول عاصمة أفغانستان.

## الإمارات
في سبتمبر 2017 شغل منصب قائم بالأعمال رئيس البعثة في سفارة الولايات المتحدة في أبو ظبي عاصمة الإمارات العربية المتحدة. وفي أكتوبر 2019 شغل منصب نائب رئيس البعثة حتى أكتوبر 2020.
كان دوره هو إدارة العلاقة الجيوسياسية لأمريكا مع الإمارات العربية المتحدة وهي دولة خليجية غنية بالبترول ومشتري معدات عسكرية أمريكية بمليارات الدولارات وحليف إقليمي رئيسي حيث رفع ترامب (الرئيس وقتها) درجة الحرارة بشأن إيران. كان بوندي يتعامل أيضا مع بعض سياسات المكتب الصعبة. الملحق العسكري في السفارة آنذاك كان العميد ميغيل كوريا شخصية ودودة ومتحررة إلى حد ما وقد اكتسب مكانة مشهورة كبيرة في العلاقات الدبلوماسية على العكس من شخصية بوندي المرتبكة. قاد كوريا عملية إنقاذ جريئة عام 2017 من قبل القوات الخاصة الأمريكية لطائرة هليكوبتر عسكرية إماراتية سقطت في اليمن. أنقذت العملية حياة العديد من الجنود من بينهم شاب من آل نهيان الذي أصيب بجروح بالغة في الحادث. وقد دفع هذا العمل كوريا إلى اسباغ النعم عليه من قبل ولي عهد إمارة أبوظبي محمد بن زايد آل نهيان الحاكم الفعلي للبلاد وعم الجندي الجريح ووالده. وفقا لتسعة من زملائه السابقين فإن ذلك أثار حفيظة بوندي وهو دبلوماسي يعمل على مدار حياته يدير موظفي السفارة. كان بوندي يدير سفينة ضيقة. كوريا الذي كان ميال لعقد اجتماعاته الخاصة مع كبار المسؤولين الإماراتيين لم يكن مناسبا لإدارة بوندي للسفارة حيث أراده بوندي أن يخرج بأي شكل وهو الذي حصل في نهاية الأمر عندما تمت إقالة كوريا من منصبه في أبو ظبي بموافقة كبار المسؤولين في وزارتي الدفاع والخارجية. بعد أشهر أثار بوندي عدد من المخاوف بشأن كوريا حيث أخبر المفتش العام لوكالة المخابرات الدفاعية أن كوريا كان عنصريا ومعاديا للسامية وأنه أدلى بتعليقات معادية للمثليين وفقا لاثنين من كبار المسؤولين السابقين في البيت الأبيض في ترامب. لم يتم ارفاق أي أدلة مادية تثبت ادعاءات بوندي. سرعان ما وجد كوريا وظيفة في مجلس الأمن القومي التابع لترامب. في البيت الأبيض ساعدت علاقته الوثيقة مع الإماراتيين رفيعي المستوى في إبرام صفقة اتفاقيات إبراهيم التاريخية وتطبيع العلاقات بين الإمارات العربية المتحدة وإسرائيل. ترك كوريا إدارة ترامب في يناير وتقاعد من الخدمة الفعلية كفريق أول بنجمتين في أكتوبر.
بعد ذلك وبعد أكثر من عامين من إقالته من منصبه في أبو ظبي وخروجه من الحكومة قرر كوريا مشاركة مخاوفه بشأن رئيسه السابق بوندي حيث قال لصحيفة بوليتيكو في أوائل ديسمبر وبعد شهرين تقريبا من مثول بوندي أمام لجنة العلاقات الخارجية بمجلس الشيوخ لجلسة إقرار تعيينه. اتهم كوريا بوندي بالإدلاء بتعليقات تقلل من شأن العرب خلال فترة توليه منصب القائم بالأعمال في الإمارات العربية المتحدة من سبتمبر 2017 إلى أكتوبر 2019. وقال كوريا: «كنت أسمعه يقول ملاحظات تحط من قدر العرب طوال الوقت». أضافت فيكتوريا كوتس التي تفاعلت مع بوندي عندما كانت تعمل في سفارة الإمارات العربية المتحدة من منتصف يوليو إلى أغسطس 2020 كممثلة خاصة للطاقة في المملكة العربية السعودية: «أتذكر مثال على رفضه لموظفي الشرق الأوسط». قال مسؤولان سابقان آخران في إدارة ترامب وشخص آخر تعامل مع بوندي لصحيفة بوليتيكو إنهم سمعوا أن بوندي يستخدم ملاحظات مهينة أو متحيزة أو عنصرية عن العرب.
في تصريح لبوليتيكو دافع بوندي عن نفسه قائلا: «إنني أنفي بشدة هذه الاتهامات. لقد كرست حياتي المهنية لتمثيل الولايات المتحدة ومصالحها في الشرق الأوسط. لدي احترام عميق ودائم لشعوب وثقافات الشرق الأوسط ولا أجد أيا من التحيزات المنسوبة إلي».
عندما اتصلت بوليتيكو بوزارة الخارجية بشأن هذه المزاعم حشدت نفسها للدفاع عنه وقالت أن بوندي خضع لفحص شامل كجزء من عملية التأكيد ووصفه بأنه «دبلوماسي له سجل حافل ومميز... مع تقدير عميق للشرق الأوسط. كيف يمكن لرجل قضى معظم حياته المهنية التي دامت 30 عام في العمل في بعض أكثر القضايا إلحاحا في أمتنا في تلك المنطقة بما في ذلك عامين في مناطق الحروب ويتحدث العربية بطلاقة وربما يكون متعصب؟». قدمت الوزارة تسعة شهود تحدثوا مع بوليتيكو نيابة عن بوندي. قال الفريق أول المتقاعد جوزيف فوتيل الذي عين بوندي ليكون مستشاره السياسي عندما كان قائدا لقيادة العمليات الخاصة المشتركة: «لقد وجدته جيدا جدا جدا وكان مستشار جيد وموثوق لي». وقال فيليب فراين الذي تقاعد مؤخرا بعد مسيرة طويلة في وزارة الخارجية وعمل مع بوندي في ثلاث دول عربية مختلفة بما في ذلك الإمارات العربية المتحدة أن بوندي مارس أسلوب قيادة «حازم وحاسم ولكنه أيضا محترم للغاية» عندما كان مسؤول عن البعثة في دولة الإمارات العربية المتحدة.
أصر معارضو بوندي على أنه سيكون مبعوث أمريكي ضعيف الشخصية لدولة عربية مهمة. قالوا إن الإهانات المزعومة تجعل منه غير مؤهل لمنصبه المقبل.
ومع ذلك تم اقتراح دوافع أخرى. كان أحدهما الرغبة في تصحيح الأمور نيابة عن كوريا الذي خدم لأكثر من ثلاثة عقود في الجيش بما في ذلك مهام قتالية للعمليات الخاصة في أفغانستان والعراق وجميع أنحاء الشرق الأوسط. يقول حلفاؤه إنه طرد من العمل. زعم آخرون أن بوندي كان يفتقر إلى اللباقة الدبلوماسية. وفقا لمسؤول سابق في السفارة فقد تحدث أكثر من مرة مع كبار المسؤولين الإماراتيين. ومن الأمثلة على ذلك عندما يقابل بوندي السفير الإماراتي القوي لدى الولايات المتحدة يوسف العتيبة المنفصل عن والده وزير النفط السابق لدولة الإمارات العربية المتحدة فإنه يقول له: «أوه، لقد رأيت والدك في ذلك اليوم، إنه فخور حقًا بك وبما تفعله. متى كانت آخر مرة رأيته فيها؟» رفض العتيبة التعليق لصحيفة بوليتيكو.
أعرب مسؤولون إماراتيون كبار عن مخاوفهم بشأن بوندي في اجتماعات مع مسؤولين آخرين في الحكومة الأمريكية حسبما زعم مسؤول كبير سابق في البيت الأبيض في عهد ترامب. في نهاية اجتماع في مارس 2018 مع ولي العهد محمد بن زايد آل نهيان سأله المسؤول الكبير في البيت الأبيض الزائر عن رأيه في بوندي قائلا: «سموك، ما الجديد؟» فقال: «لست أحب بوندي». فرد عليه المسئول الكبير: «لماذا لا تحبه؟» قال آل نهيان: «لا أعتقد أنه شخص جيد» وقال المسئول الكبير: ماذا تقصد؟ فقال: «يعامل موظفيه كالقمامة». رفض المتحدث الرسمي باسم ولي عهد أبو ظبي التعليق لصحيفة بوليتيكو.
كما ذكرت سيمون ليدين نائبة مساعد وزير الدفاع السابق للشرق الأوسط وابنة مايكل ليدن - وهو من المحافظين الجدد المؤيدين لمايكل فلين مستشار أول الأمن القومي لترامب - لصحيفة بوليتيكو أنها سمعت عن تعليقات بوندي العنصرية المزعومة من كوريا أو زميل آخر أثناء خدمتها في إدارة ترامب. قال روبرت دياس الذي كان رئيس عمليات الملحقين بالسفارة الأمريكية في الإمارات العربية المتحدة إن كوريا كرر هذه المزاعم له قبل إبعاده من أبو ظبي. لكن لا ليدين ودياس ولا كوتس تقدموا بهذه الادعاءات وذلك عندما كان بوندي في المراحل النهائية من عملية الترشيح للعمل سفيرا في البحرين. ولم ترد سفارة البحرين في واشنطن على طلب للتعليق.

## الولايات المتحدة
عاد إلى بلاده لشغل منصب مستشار أول في الفترة من أكتوبر 2020 حتى ديسمبر 2021.

## البحرين
في 15 أبريل 2021 أعلن الرئيس جو بايدن عن نيته ترشيح بوندي ليكون سفير الولايات المتحدة القادم في البحرين. في 19 أبريل 2021 تم إرسال ترشيحه إلى مجلس الشيوخ. في 5 أكتوبر 2021 عُقدت جلسة استماع بشأن ترشيحه أمام لجنة مجلس الشيوخ الأمريكي للعلاقات الخارجية. في 19 أكتوبر 2021 تم الإبلاغ عن الموافقة على ترشيحه. أعلن بوندي في جلسة الاستماع في مجلس الشيوخ دعمه الحماسي لهذه لاتفاقات إبراهيم وتعهد ببناء وتعزيز هذه الروابط إذا تم تعيينه سفيرا في البحرين. أكده مجلس الشيوخ في الولايات المتحدة في 18 ديسمبر 2021 عن طريق التصويت مما جعله ثاني سفير يهودي في البحرين بعد ج. آدم إيرلي (2007-2011) التي شهدت نهاية فترته احتجاجات كبيرة. قدم أوراق اعتماده إلى الملك حمد بن عيسى بن سلمان آل خليفة في 9 فبراير 2022.
في 21 ديسمبر 2021 قال حسين عبد الله المدير التنفيذي لمنظمة «أمريكيون من أجل الديمقراطية وحقوق الإنسان في البحرين» المعارضة: «يجب أن تكون مهمة السفير بوندي الأهم منذ اليوم الأول هو الضغط من أجل تحسينات فورية وبعيدة المدى في مجال حقوق الإنسان في البحرين. ستكون حالة حقوق الإنسان في البحرين هي المعيار لقياس نجاحه أو فشله كسفير».
في 9 فبراير 2022 قال الصحفي مارغو ماكدونو أن أهداف بوندي كسفير للولايات المتحدة في البحرين تشمل أولا وقبل كل شيء سلامة وأمن ما يقرب من 10000 أمريكي يعيشون ويعملون في البحرين بما في ذلك الوجود العسكري الأمريكي الكبير. بالإضافة إلى ذلك سيعمل بوندي على مواصلة تعزيز العلاقات بين البحرين وإسرائيل بعد اتفاقيات إبراهيم 2020 التي أدت إلى تطبيع العلاقات بين البلدين والعلاقات بين الإمارات العربية المتحدة وإسرائيل. كما سيركز على النهوض بحقوق الإنسان والمشاركة السياسية في البحرين لا سيما في ضوء الانتخابات البرلمانية المقبلة لعام 2022. قال بوندي: «نتعامل مع هذا العمل من موقف متواضع. نحن لا نقدم النصيحة ولكن نحن نتطلع إلى إجراء تبادلات مفتوحة وصادقة بشأن هذه الأمور المهمة». كما سيسعى بوندي في توسيع فرص التدريب الحالية في السفارة وأنه يخطط لمعرفة المزيد عن البرنامج الذي يدرب ويطور الطلاب البحرينيين في السفارة.
في 11 فبراير 2022 ذكر موقع دلمون بوست أن بوندي وفي أول عمل يقوم في البحرين بعد تقديم أوراق اعتماده بالاجتماع في منزله في قرية سار بعدد من ممثلي مؤسسات المجتمع المدني وهم الكاتب والمحلل السياسي الدكتور أحمد الخزاعي ونائب رئيس الجمعية البحرينية لحقوق الإنسان أسامة البحارنة ورئيس الجمعية البحرينية للشفافية الدكتور حسين الربيعي والدكتورة هدى المحمود عضوة جمعية الاجتماعيين البحرينية وذلك بحضور مسؤولة مؤسسات المجتمع المدني للشرق الأوسط بالخارجية الأمريكية قبل مغادرتها المنامة. ودار النقاش دار حول الأوضاع في البحرين وإمكانية الحوار والتحاور وحل الأزمات السياسية وغيرها وماهية الدور المحتمل الذي سيقوم به بوندي في هذا الصدد لتحريك الوضع الجامد حاليا. وشرحت الشخصيات البحرينية لبوندي بعض الصعوبات التي تواجه مؤسسات المجتمع المدني والمؤسسات الديمقراطية في البحرين وأقر بوندي بأن هناك صعوبات منها قانون العزل السياسي الذي عطل عدد من الطاقات الكبيرة للناس وخصوصا أن الانتخابات مقرر لها أن تنتظم بعد ثمانية أشهر. وكذلك تحدثوا عن بعض المضايقات التي تواجه مؤسسات المجتمع المدني من رقابة شديدة واستبعاد عدد من الشخصيات أو الأشخاص من قيادة تلك المؤسسات بمجلس الإدارة ووجود عدد من المحكومين بالإعدام لقضايا سياسية أو جنائية لها علاقة بالسياسة. بينما أشاد بوندي بالعقوبات البديلة والإفراجات الأخيرة بالمقابل تم شرح بعض الصعوبات التي تواجه المفرج عنهم بالنسبة إلى الوظائف التي يتم وضعهم فيها دون مقابل مادي لاسيما أنهم يخدمون في مؤسسات حكومية مجانا فضلا عن العلاقات الاجتماعية للمفرج عنهم وفق هذه الآلية. وكشف بوندي بأن ولي العهد الذي تبوء رئاسة الوزراء سلمان بن حمد آل خليفة يواجه تحديات كبيرة خصوصا أن العالم قد ابتلي بجائحة كورونا كما يواجه ضغوط الوقت والتأقلم مع الوضع الجديد بعد رئيس وزراء له خبرة طويلة في هذا المجال. كما تطرق المجتمعون إلى أوضاع الناس وهمومهم ومخاوفهم والجري وراء لقمة العيش. وعند سؤال بوندي عن الطريقة التي يتوجب فيها حلحلة الوضع الجامد والذي يضر الناس والحكومة معا فقد تكلم الوفد عن انعدام الشفافية وإيقاف عدد من الفعاليات ورفض تمويل أي فعالية من الداخل أو الخارج وأن هذه المؤسسات مقيدة. وقد وعدت المسؤولة المكلفة بمؤسسات المجتمع المدني في الشرق الأوسط إيصال صوتهم إلى واشنطن من أجل مساعدة هذه المؤسسات التي تسعى لخدمة بلادها البحرين. وشكر بوندي أعضاء الوفد على صراحتهم التي أعطته معلومات من الممكن البناء عليها لمصلحة البحرين لأن قلبهم على البلد ومؤسسات المجتمع المدني تريد مساعدة الناس.
ويخطط بوندي للقاء بأعضاء مؤسسات المجتمع المدني كل على حدة مثل السياسيين والإعلاميين ونشطاء حقوق إنسان وليس لديه توجه للاجتماع بممثلي الجمعيات السياسية الموالية للحكم أو المعارضة. كما طلب بعض أفراد أسر أشخاص محكوم عليهم بالإعدام من بوندي حث السلطات على إلغاء أحكام الإعدام أو تخفيضها وكان رد بوندي واضحا بأن البحرين دولة صديقة ولها سيادة كاملة ولا يستطيع تقديم إملاءات عليها ولكن بالإمكان «طرح وجهة نظرنا فقط..وقد تكون مخالفة أو متوافقة معها». وأضاف بوندي أن أي حل هو من داخل البحرين وليس من خارجها وهذا موقف سفراء الدول الكبرى في البحرين مثل فرنسا وإيطاليا وألمانيا بالإضافة إلى الولايات المتحدة.
في 14 فبراير 2022 أكد وزير الداخلية البحريني راشد بن عبد الله آل خليفة أن قيام ممثلي عدد من الجمعيات بالتواصل وبحث الشؤون الداخلية البحرينية مع جهة خارجية وإثارتهم مغالطات وشكاوي فئوية ومنحازة يمثل وجهات نظرهم الشخصية ولا يعكس الإجماع الوطني البحريني فضلا عن كونه إضرارا مباشرا بمتطلبات السلم الأهلي ويتيح الفرصة لأطراف خارجية بالتدخل في الشئون الداخلية لمملكة البحرين وهو أمر ترفضه كافة أطياف وفئات المجتمع. وأوضح أن ما أقدم عليه هؤلاء يعتبر تجاهلا واضحا للجهات الرسمية المسئولة عن تنظيم عمل هذه الجمعيات في إطار قانوني سليم كما يعيد للأذهان تلك الأحداث المؤسفة التي تعرضت لها البلاد قبل 11 عاما ويرفضها الجميع بعد أن راح ضحيتها أرواح وخسائر وكان من أبرز أسبابها التدخل في الشئون الداخلية للبحرين والتواصل من قبل شخصيات مخالفة للقانون مع جهات خارجية.
في 15 فبراير 2022 لفتت الدكتورة هدى إبراهيم آل محمود النظر إلى أن مشاركتها في تلبية دعوة العشاء التي تلقتها من السفارة الأمريكية كانت بشكل شخصي فقط مؤكدة بأن جمعية الإجتماعيين البحرينية التي تنتمي لها منذ تأسيسها في العام 1979 ليس لها أي علاقة بهذه الدعوة من قريب أو بعيد وأن مجلس إدارة الجمعية لم يتم إبلاغه عن الدعوة أو محتواها وفحواها لأنها دعوة شخصية.
وأصدر مجلس إدارة جمعیة الاجتماعیین البحرینیة بيانا أشار فيه أن الجمعیة لم تتلقى أي دعوة ولم تنتدب السیدة ھدى لتمثیلھا فیه أو التحدث باسم الجمعیة أو نیابة عنھا لا من قریب ولا من بعید.
وأصدرت الجمعية البحرينية للشفافية توضيحا بشأن الموضوع بأنه تمت دعوة رئيس الجمعية كشخص له اهتمامات في المجال الاقتصادي ولم تكن هناك أجندة مسبقة لهذا الاجتماع ولم يكن على علم بالأشخاص الذين سيدعون للاجتماع. ودار الحديث في الاجتماع مع رئيس الجمعية حول مواضيع اقتصادية وكيفية التعاون مع المؤسسات ذات العلاقة بالولايات المتحدة وضمن الأطر الرسمية المعمول بها في مملكة البحرين. كما تطرقت الجمعية لموضوع الدين العام وأهمية العمل على تخفيضه وهذا ما عملت عليه الحكومة بتوجيهات رئيس مجلس الوزراء وتطرقت كذلك لأهمية تنفيذ توصيات ديوان الرقابة المالية لما له من أثر فاعل في الحفاظ على المال العام.
وأصدر عدد من الأشخاص والهيئات بيانات استنكار وشجب ومنها مجموعة حقوقيون مستقلون وعبد الله خليفة الذوادي وسوسن كمال ومحمد البوعينين وعيسى الدوسري وعمار البناي وجميلة سلمان.
في 16 فبراير 2022 اجتمع عبد اللطيف بن راشد الزياني وزير الخارجية البحريني ببوندي على خلفية اللقاء الذي جمع السفير في منزله مع عدد من ممثلي الجمعيات الأهلية لبحث الشؤون الداخلية لمملكة البحرين حيث أبلغه بتحفظ المملكة على اللقاء الذي جرى بما يحمله من دلالات لا تتفق مع القوانين والأعراف الدولية في هذا الشأن. وبحث الزياني مع بوندي أنظمة العمل الدبلوماسي التي تنظم عمل البعثات الدبلوماسية في الدول وفقا لاتفاقية فيينا حيث أبدى السفير تفهما كاملا لكل ما نشر من مختلف الجهات في البحرين بهذا الشأن والحرص على العلاقات بين البلدين الصديقين. وأوضح الزياني أن الوزارة ستقوم بالتنسيق مع البعثات الدبلوماسية المعتمدة لدى مملكة البحرين حول القوانين والإجراءات المعتمدة بشأن مسؤوليات العمل الدبلوماسي في المملكة وفق اتفاقية فيينا والتي تراعي سيادة الدول وعدم التدخل في الشؤون الداخلية إضافة إلى قوانين البحرين.
وفي 16 فبراير أيضا استدعت إدارة مكافحة الجرائم الإلكترونية مسئول موقع دلمون بوست الإخباري وإحالته للنيابة العامة إثر نشره أخبارا كاذبة تتعلق بلقاء ممثلي عدد من الجمعيات مع جهة خارجية.
نددت رابطة الصحافة البحرينية بخطابات التحريض والحملة الحكومية ضد مجموعة من الشخصيات التقوا بوندي وتحدثوا معه حول بعض القضايا. قالت الرابطة: «تندد رابطة الصحافة البحرينية بخطابات التحريض التي تضمنتها حملة حكومية إعلامية موجهة ضد السفير الأمريكي الجديد في البحرين السيد ستيفن بوندي ونشطاء من مؤسسات المجتمع المدني، على خلفية لقاء تناول موضوعات تتعلق بالمشاركة السياسية وحقوق الإنسان. لاحظت الرابطة وجود خطابات ودعوات تحرض على نشطاء المجتمع المدني ما يعيد الصحافة المحلية للتورط في جرائم خطابات الكراهية والتحريض خلال العام 2011 وصولا إلى تقرير اللجنة البحرينية المستقلة لتقصي الحقائق (تقرير بسيوني) الذي أدان رواج مثل هذا الخطاب الذي يمثل تهديدا للسلم الأهلي. إن تعبير أي مواطن عن رؤيته السياسية هو حق دستوري ويجب على السلطات احترامه خصوصا وأن الصحافة المحلية باتت تحجب الأصوات غير الرسمية في البحرين وتمتنع عن نشر مواقف مؤسسات المجتمع المدني الناقدة لسياسات الدولة. إن التعرض لنشطاء المجتمع المدني والتحريض عليهم سلوك غير مسؤول ومعيب».

## الحياة الشخصية
يتحدث العربية والفرنسية والفارسية والتركية والإسبانية.